# Flectonotus pygmaeus
Flectonotus pygmaeus är en groddjursart som först beskrevs av Oskar Boettger 1893.  Flectonotus pygmaeus ingår i släktet Flectonotus och familjen Hemiphractidae. IUCN kategoriserar arten globalt som livskraftig. Inga underarter finns listade i Catalogue of Life.